# Trachonurus
Trachonurus is een geslacht van straalvinnige vissen uit de familie van rattenstaarten (Macrouridae).

## Soorten
- Trachonurus gagates Iwamoto & McMillan, 1997
- Trachonurus robinsi Iwamoto, 1997
- Trachonurus sentipellis Gilbert & Cramer, 1897
- Trachonurus sulcatus (Goode & Bean, 1885)
- Trachonurus villosus (Günther, 1877)
- Trachonurus yiwardaus Iwamoto & Williams, 1999